# Comté de Prowers
Prowers County est l'un des 64 comtés du Colorado, État des États-Unis. Le comté est nommé en l'honneur de John W. Prowers, un pionnier de la vallée de l'Arkansas. La population du comté était de 14 483 habitants  lors du recensement de 2000.

## Géographie
Selon le bureau de recensement des États-Unis, le comté a une aire totale de 4 259 km2 , dont 4 249 km2 sont des terres et 10 km2 sont de l'eau.

## Démographie
| 1890  | 1900  | 1910  | 1920   | 1930   | 1940   |
| ----- | ----- | ----- | ------ | ------ | ------ |
| 1 969 | 3 766 | 9 520 | 13 845 | 14 762 | 12 304 |

| 1950   | 1960   | 1970   | 1980   | 1990   | 2000   |
| ------ | ------ | ------ | ------ | ------ | ------ |
| 14 836 | 13 296 | 13 258 | 13 070 | 13 347 | 14 483 |

| 2010   | - | - | - | - | - |
| ------ | - | - | - | - | - |
| 12 551 | - | - | - | - | - |

### Comtés adjacents
- Comté de Kiowa - nord
- Comté de Greeley, Kansas - nord-est
- Comté de Hamilton, Kansas - est
- Comté de Stanton, Kansas - sud-est
- Comté de Baca - sud
- Comté de Bent - est

### Principales villes
- Granada
- Hartman
- Holly
- Lamar
- Wiley